# Tusind stykker
"Tusind stykker" är en dansk sång från 1988 av Anne Linnet. Björn Afzelius spelade 1989 in en svensk version med titeln "Tusen bitar".
Sången handlar om vänskap, tvivel och ensamhet samt om det mänskliga hjärtats skörhet: "allting kan gå itu, men ett hjärta kan gå i tusen bitar".

## Anne Linnets originalversion
Tusind stykker var öppningslåten på Anne Linnets storsäljande album Jeg er jo lige her som gavs ut 1988. Anne Linnets upplägg av Tusind stykker är vers 1 + vers 2 + refräng + versernas slutrader + upprepad och utdragen refräng.

## Björn Afzelius version
1989 gav Björn Afzelius ut en version där han skrivit en svensk text med titeln Tusen bitar. Den finns med på albumet Tusen bitar från 1990. Björn Afzelius text har till största delen samma innehåll som Anne Linnets, och ofta, där så är möjligt, samma ordval. Emellertid finns några textrader som inte har riktigt samma betydelse eller betydelsenyans.
I Afzelius version finns en refräng även mellan de båda verserna. En annan skillnad i upplägget mot Linnets version är att versernas slutrader (för när vännerna försvinner...) hos honom inte återkommer mellan refrängerna i slutet, som de alltså gör hos Linnet.

### Musikvideo
Musikvideon utspelar sig huvudsakligen på baren Brustna Hjärtans Klubb. Där uppträder Afzelius med sitt band, som halvvägs in i videon visar sig bestå av Ulf Dageby på elgitarr, Sven Wollter på ståbas, Lasse Brandeby på elorgel (som sin rollfigur Kurt Olsson) samt Tomas von Brömssen på trummor (som sin rollfigur kyparen Yngve Gylling). Barscenerna är filmade i MC-klubben Mothers Freak:s lokal vid Röda sten i Göteborgs hamn. I videon förekommer även klipp där Afzelius tar sig runt till fots eller med spårvagn i Göteborg. Idén till videon kom från regissören Bo-Erik Gyberg vid ett möte med Afzelius på restaurang Sjömagasinet. Gyberg ville slå hål på myten om Afzelius som seriös och allvarlig. Afzelius godkände att videon fick en mer lättsam ton och bjöd själv in övriga medverkande.

## Andra versioner
Sången spelades även in 1990, i den svenska översättningen, av dansbandet Vikingarnas tidigare sångare Stefan Borsch på albumet Från Värmland till Mexico  samt av ett annat svenskt dansband, Matz Bladhs, samma år på albumet Leende dansmusik 90 , då med annan text, skriven av Ulf Georgsson, men med samma titel.
Låten har också spelats in av Black-Ingvars på albumet Earcandy Five 1995 och av Elisabeth Andreassen 2001 på albumet Kjærlighetsviser. Den spelades även in av Scotts på albumet På vårt sätt 2008. och av Maia Hirasawa 2010 på EP-skivan Dröm bort mig igen.
Laleh spelade in en cover på låten år 2014 som ledmotiv till filmen Tusen bitar - en film om Björn Afzelius.
Det finns även en version på italienska, Mille parti, inspelad av Don Bennechi 1995.
En norsk version med titeln "Tusen biter" släpptes av Scandinavia under 1990.
2017 släppte den norska artisten Kamferdrops en version baserad på den svenska versionen.

## Listplaceringar

### Björn Afzelius version
| Lista (1989-1990) | Topplacering |
| ----------------- | ------------ |
| Sverige           | 4            |